# Religion olmèque
La religion olmèque est la religion des Olmèques, ancien peuple mésoaméricain du Golfe du Mexique. En raison du nombre très réduit de sources sur ce sujet, il reste mal connu et fait l’objet de controverses. Selon Caterina Magni, trois courants principaux peuvent être distingués :
1. L'école de pensée promue par D. Joralemon, à la suite d’un travail analytique, a identifié dix divinités principales au sein de l’univers sacré, puis les a réduits à six. Ce panthéon serait régi par une divinité majeure que l’auteur nomme "dragon", composée d’attributs empruntés au caïman, à l’aigle, au jaguar et au serpent.
2. Le courant traditionnel, qui regroupe la plupart des spécialistes, croit dans l'existence d'une religion centrée sur le culte de la Terre Mère et du Jaguar. Le Jaguar, anthropomorphisé ou non, est généralement associé à la  pluie et à l’agriculture. Son pouvoir est ambivalent, créateur et destructeur à la fois.
3. Certains auteurs nient le phénomène de la divinisation chez les Olmèques. Bien que conscients d’une réalité  religieuse, ils ne croient pas à l’existence de divinités formalisées. C’est le cas de Pohorilenko qui voit dans l’art olmèque une composition d’éléments nécessitant une lecture, une sorte de communication visuelle à l’aide de signes spécifiques. Ces représentations ne dépeignent pas des divinités, mais plutôt des "fétiches" anthropomorphes  qui renferment des esprits, des pouvoirs de la nature. Il s’agirait donc de maîtres invisibles et non pas de dieux.